# Darién (prowincja)
Darién – wschodnia prowincja Panamy. Liczba ludności wynosi 56 447 osób (2018, szacowana), co przy powierzchni 11 896,5 km² daje gęstość zaludnienia 4,75 os/km². Jest to najsłabiej zaludniona z prowincji kraju.
Głównym miastem i stolicą Darién jest La Palma, zlokalizowana w miejscu ujścia rzeki Tuira do zatoki San Miguel. Gospodarka regionu opiera się na rolnictwie i pozyskiwaniu drewna. Wskaźnik rozwoju społecznego HDI: 0,608 (średni).

## Historia
Rejon obecnej prowincji jest stale zamieszkany od co najmniej 4000 lat. Badania paleobotaniczne wskazują na funkcjonowanie gospodarki żarowej opartej na kukurydzy. Doprowadziła ona do znacznych zmian w zalesieniu regionu. Na początku XVII wieku nastąpił krótki epizod regeneracji terenów leśnych, który wskazuje na spadek liczebności rdzennej populacji, prawdopodobnie pod wpływem przybycia Europejczyków.
Pierwsi Europejczycy odkryli ten region w 1501 r., a Krzysztof Kolumb namierzył go podczas swojej czwartej wyprawy w 1503 r. Hiszpanie założyli pierwszą kolonię w Ameryce Południowej, Santa María la Antigua del Darién, w Darién w 1510 roku. Skrajne warunki klimatyczne nie pozwoliły zasiedlić tego obszaru. Wkrótce Darién zostało opuszczone.
W 1698 r. Szkoci próbowali po raz kolejny skolonizować Darién. Również owa próba zakończyła się niepowodzeniem i doprowadziła (z powodu kryzysu finansowego) do aktu unii 1707, która połączyła Szkocję i Anglię (z Walią) w nowe państwo - Wielką Brytanię.

## Podział administracyjny
Prowincja Darién podzielona jest na trzy dystrykty: Chepigana, Pinogana oraz Santa Fe. Ten ostatni został utworzony 2 maja 2019 na podstawie ustawy z 14 lipca 2017. Dystrykty podzielone są na 26 corregimiento.
| Dystrykt  | Corregimiento                                                                                    | Stolica                |
| --------- | ------------------------------------------------------------------------------------------------ | ---------------------- |
| Chepigana | Camoganti, Chepigana, Garachiné, Jaqué, La Palma, Puerto Piña, Sambú, Setegantí, Taimatí, Tucutí | La Palma               |
| Santa Fe  | Agua Fría, Cucunatí, Río Iglesias, Río Congo, Río Congo Arriba, Santa Fe, Zapallal               | Santa Fe               |
| Pinogana  | Boca de Cupe, El Real de Santa María, Metetí, Paya, Pinogana, Púcuro, Yape, Yaviza, Wargandí     | El Real de Santa María |